# Constanza de Aragón (1305-1344)
Constanza de Aragón (Palermo, c.1305 — Chipre, 19 de junio de 1344), también conocida como Constanza de Sicilia, fue una princesa siciliana perteneciente a la dinastía de Aragón. Fue reina consorte de Chipre y de Jerusalén y luego reina consorte de Armenia.

## Biografía
Constanza nació probablemente en Palermo. Era hija del rey Federico II de Sicilia y su esposa, Leonor de Anjou.

### Compromiso con el hijo del rey de Francia
Al año de edad, la prometieron al príncipe Roberto de Francia, hijo de Felipe IV de Francia y Juana I de Navarra. El compromiso se rompió cuando el príncipe murió joven en el verano de 1308. 

### Reina consorte de Chipre y Jerusalén
Las nuevas negociaciones matrimoniales se abrieron diez años después y finalizaron con el matrimonio de Constanza y Enrique II de Chipre, celebrado el 16 de octubre de 1317 en la catedral de Santa Sofía en Nicosia. Constanza se convirtió en la reina consorte de Chipre y Jerusalén, un título que ocupó durante siete años hasta la muerte de Enrique el 31 de agosto de 1324. Él era más de 30 años mayor que ella y no tuvieron hijos.

### Reina consorte de Armenia
Unos años más tarde, Constanza, aún joven, participó en otras negociaciones matrimoniales que dieron lugar a un segundo matrimonio: el 29 de diciembre de 1331, se convirtió en la esposa del rey León IV de Armenia. La Dispensa Papal fue emitida ese mismo día. León, que ya era fuertemente pro iglesia romana, quería que el matrimonio consagrara la unión de la iglesia armenia y romana, sin embargo, despertó el descontento de la nobleza armenia, que también se oponía a la unión con Constanza. Los sentimientos antioccidentales resultaron en el asesinato de León el 28 de diciembre de 1341.
Constanza fue la segunda esposa de Leo, ya que su primera esposa, Alicia de Korikos, y su padre, Oshin, fueron asesinados por orden de Leo porque Oshin había asesinado a la tía de Leo, la princesa Isabel, para evitar posiblemente heredar Armenia. 
En Armenia, Constance estaba frecuentemente enferma, sufriendo de tos constante, fatiga y mareos. El rey también la descuidó, y todos sus embarazos terminaron en aborto involuntario.
El 28 de diciembre de 1341, Leo fue asesinado por sus propios barones y la rama masculina de la séptima línea de la dinastía Sahara-Pahlavuni se extinguió. Era el día antes del décimo aniversario de bodas de la pareja. No tenían hijos sobrevivientes.

### Tercer matrimonio
Constanza se vio viuda por segunda vez y sin haber criado hijos. Dos años después, en 1343, con casi cuarenta años, la razón de Estado impusieron un tercer matrimonio, esta vez con Juan de Lusignan, Regente de Chipre y Príncipe titular de Antioquía y casi veinte años menor que ella. El nuevo esposo apenas había alcanzado la edad de 13 años, pero este matrimonio no tuvo hijos ya que ella murió al año siguiente cuando su esposo tenía solo 15 años.
Juan se volvió a casar con Alix de Ibelín, de quien tuvo un hijo y heredero, Jacobo.